# Agence Française de Lutte contre le Dopage
Agence Française de Lutte contre le Dopage (AFLD) er et fransk anti-dopingagentur, som blev oprettet ved lov af 99-223 den 23. marts 1999, med det formål at beskytte sportsudøveres helbred samt bekæmpe doping. Opgaverne er defineret ved bekendtgørelserne R3612-1 til D3612-4 i den offentlige sundhedslov.
Agenturets præsident er Dominique Laurent (2018).

## Ekstern henvisning
- AFLD's franske hjemmeside

48°52′N 2°20′Ø / 48.87°N 2.33°Ø